# Craddock Massif
Craddock Massif är en bergskedja i Antarktis. Den ligger i Västantarktis. Chile gör anspråk på området.